# Constantin Cernăianu
Constantin Cernăianu (Târgu Jiu, 12 ottobre 1933 – Bucarest, 22 giugno 2015) è stato un dirigente sportivo, allenatore di calcio e calciatore rumeno, di ruolo centrocampista.

## Palmarès

### Allenatore

#### Club
- Campionato rumeno: 2

Petrolul Ploiești: 1965-1966
Universitatea Craiova: 1973-1974
- Seconda Divisione cipriota: 1

Olympiakos Nicosia: 1983-1984